# Методи Алексиев
Вижте пояснителната страница за други личности с името Методи Алексиев.
Методи Алексиев Янушев е български революционер, деец на Вътрешната македоно-одринска революционна организация и Българската комунистическа партия.

## Биография
Алексиев е роден на 27 февруари 1887 година в град Велес, тогава в Османската империя, днес в Северна Македония. Учи в Солунската българска мъжка гимназия, където става член на ВМОРО. В 1906 година, преследван от властите, заминава за Сяр и учи в Българското педагогическо училище. Става нелегален и влиза в Горноджумайската чета, на която е секретар, а по-късно е в щаба на четата на Яне Сандански (1906 – 1908).
В 1908 година след Младотурската революция се легализира и става учител. В 1912 година след избухването на Балканската война е начело на чета, подпомагаща действията на българската армия в Разлога и Драмско. По-късно служи в Нестроевата рота на 14-а воденска дружина на Македоно-одринското опълчение. Носител е на бронзов медал.
В 1913 година влиза в Българската работническа социалдемократическа партия (тесни социалисти). През Първата световна война служи в 29-и пехотен полк и участва във Владайския метеж в 1918 година.
След войната се установява в Горна Джумая и от 1920 до 1923 година е член на Окръжния комитет на БКП. Касиер е на кооперация „Освобождение“ в града. През Септемврийското въстание командва въстаническа чета в Горноджумайския въстанически отряд „Христо Ботев“. Задържан е като заложник в четата на Алеко Василев и по-късно е освободен. Продължава да се занимава с комунистическа дейност и работи за възстановяване на организацията на БКП в Горна Джумая.
По време на Горноджумайските събития през септември 1924 година дейци на Вътрешната македонска революционна организация го отвличат от читалището в Петрич и го убиват по пътя от Горна Джумая за Покровник.